# Caenurgina patibilis
Caenurgina patibilis là một loài bướm đêm trong họ Erebidae.